# Вепрь-12 «Молот»
«Вепрь-12 „Молот“» — российское гладкоствольное самозарядное ружьё, разработанное на основе конструкции ручного пулемёта Калашникова.
«Молот» предназначен для охоты, спортивных стрелковых соревнований (как правило, по практической стрельбе в открытом классе), самообороны, а также использования в качестве служебного оружия. Является прямым конкурентом ружьям серии «Сайга-12».

## Описание
Гладкоствольные ружья «Вепрь-12» унаследовали общую компоновку и устройство ручного пулемёта Калашникова (РПК), с газоотводным механизмом и запиранием поворотом затвора, однако затворная группа и ствольная коробка были переконструированы с учётом использования ружейных патронов, а ударно-спусковой механизм лишён автоспуска.
С целью увеличения срока службы оружия канал ствола, шток затворной рамы, газовая камера хромированы.
Питание патронами осуществляется из отъёмных пластмассовых коробчатых магазинов с однорядным расположением патронов.
Прицельные приспособления — механические, включают в себя установленную на газовой камере мушку и регулируемый целик на колодке газовой камеры (кроме модели «Вепрь-12 IPSC»).
Фурнитура (цевьё и пистолетная рукоять) изготовлены из пластмассы чёрного цвета. Штатный приклад — складной металлический, скелетного типа. В базовом варианте карабины серии «Вепрь-12» оснащены затворной задержкой и горловиной приемника магазина, цевьё и крышка ствольной коробки оснащены планками Вивера.
Гарантийные обязательства завода изготовителя: 18 месяцев с даты продажи, но не более 2000 (двух тысяч выстрелов) для карабина и не более 1000 (одной тысячи выстрелов) для магазина (данные паспорта изделия ООО «Молот-Оружие» ВПО-205 ПС).

## Варианты и модификации
- ВПО-205-00 — модель с длиной ствола 430 мм, имеет съемный пламегаситель и механизм блокировки спускового крючка, исключающий возможность ведения стрельбы при сложенном прикладе.
- ВПО-205-01 (L-520) — модель с длиной ствола 520 мм, имеет несъёмный пламегаситель, возможность ведения стрельбы со сложенным прикладом.
- ВПО-205-01 (L-570) — модель с длиной ствола 570 мм, имеет съёмный пламегаситель, возможность ведения стрельбы со сложенным прикладом.
- ВПО-205-02 — модель с длиной ствола 680 мм, имеет возможность установки в дульной части ствола внутренних дульных втулок, унифицированных с ружьями серии «Бекас» и «Бекас-Авто», также имеется возможность ведения стрельбы со сложенным прикладом.
- ВПО-205-03 — модель с длиной ствола 305 мм, имеет съёмный пламегаситель и механизм блокировки спускового крючка, исключающий возможность ведения стрельбы при сложенном прикладе.
- ВПО-205-04 — модель с длиной ствола 483 мм, имеет деревянный нескладной приклад.
- ВПО-206 — модификация ВПО-205-00 под патрон 12/70.
- «Вепрь-12 IPSC» — спортивная модификация[2], изменённая в соответствии с требованиями Федерации практической стрельбы и с учётом пожеланий стрелков-спортсменов. В конструкцию введены дополнительные элементы, делающие обращение с карабином более удобным (двусторонний кнопочный предохранитель, кнопка сброса магазина, левосторонний рычаг взвода затвора, отсутствуют штатные прицельные приспособления и др.).
- ВПО-205-00-СП — итоговая версия модификации «Вепрь-12» под нужды спортсменов-стрелков, выпускается серийно в нескольких исполнениях[3].
- ВПО-205С — служебная модификация под патрон 12/76, разработанная в 2005—2006 годы, предназначена для частных охранных предприятий.

## Аксессуары
Для гладкоствольных карабинов «Вепрь-12» разработаны и выпускаются аксессуары и дополнительное оборудование:
- дульный тормоз-компенсатор, дульный насадок-пламегаситель (оптимальный, с высоким процентом гашения отдачи и подброса — ДТК Ильина ГК-03++ Архивная копия от 5 декабря 2019 на Wayback Machine);
- разного рода чоки, удлинители ствола (получок, чок, цилиндр, цилиндр с напором, насадка «парадокс» на ствол);
- телескопические складные сошки[4];
- шахта приёмника магазина (выпускается в двух модификациях: сварная стальная и литая дюралюминиевая);
- несколько различных вариантов цевья (гладкое либо с планкой Вивера — для установки передней рукояти, тактического фонаря, лазерного целеуказателя);
- спортивные эргономические рукоятки для удобства удержания оружия (в том числе, регулируемые);
- крышка ствольной коробки с пластиковой или металлической (для спортивных модификаций) планкой Вивера для установки прицелов;
- коробчатые магазины на 4, 8 и 10 патронов;
- барабанные (роторные) магазины на 10 и более патронов (часто псевдовместительные, так как российским законодательством в большинстве случаев запрещено использовать магазины вместимостью более 10 патронов);
- различные варианты приклада, в том числе складные и телескопические;
- тактические фонари;
- лазерные и диодные инфракрасные осветители для улучшения работы ночных прицелов;
- телескопический приклад, устанавливается через специальный переходник взамен штатного, что придает дополнительную степень свободы для стрельбы разными стрелками и в разных условиях (например, в зимней одежде). В некоторых видах телескопических прикладов есть отделения для хранения ЗИПа и/или запасных элементов питания к прицелам, фонарям или лазерным целеуказателям.

## Страны-эксплуатанты
- Россия — сертифицирован в качестве гражданского и служебного оружия; в 2024 году карабины «Вепрь-12» начали поступать на вооружение некоторых подразделений инженерных войск[5].
- Беларусь — сертифицирован в качестве гражданского охотничьего оружия[6]
- НАТО — в сентябре 2012 года карабин прошёл испытания в Агентстве НАТО по техническому обслуживанию и снабжению (NAMSA), после чего было получено одобрение на включение карабина в список вооружения, используемого странами НАТО[7].

-  Греция — «Вепрь-12» с телескопическим прикладом, прицелом EOTech и тактическим фонарём состоит на вооружении полицейского спецподразделения EKAM Министерства внутренних дел Греции.
-  Франция — партия «Вепрь-12» была закуплена для спецподразделения RAID полиции Франции
-  ФРГ — «Вепрь-12 IPSC» разрешён к использованию как оружие для стрелков-спортсменов (в дальнейшем, партия таких ружей была куплена и использовалась в соревнованиях по стрельбе в 2006 году)

Студенческим конструкторским бюро при МАИ по заказу АО «Алмаз-Антей», был разработан БПЛА, предназначенный для уничтожения беспилотных аппаратов противника. В качестве средства огневого поражения на нём установлен «Вепрь-12 „Молот“».